# Leopold von Krayg
Leopold von Krayg († 1433) war ein österreichischer Adliger und Militärführer zur Zeit der Hussitenkriege.

## Leben
Leopold von Krayg gehörte zu der Familie der Herren von Krayg, deren Stammsitz die Burg Kraig bei Sankt Veit an der Glan in Kärnten war.
Sein Vater Konrad von Krayg lebte in Böhmen und erwarb 1381 die Herrschaft Landstein in Südböhmen. Er besaß auch die Herrschaft Bistritz und war mit Anna von Meseritsch und Lomnitz verheiratet. Er hatte sechs Söhne, darunter Leopold (tschechisch: Lipolt Krajíř zu Krajku).
Ab 1420 kämpfte Leopold von Krayg als Hauptmann von Budweis gegen die Hussiten. Im Herbst 1420 verlor Leopold von Krayg Neu-Bistritz, und seine Familie geriet in hussitische Gefangenschaft.
Mit seinem Nachbarn, dem Adeligen Ulrich II. von Rosenberg führte Leopold von Krayg eine Fehde, obwohl beide politisch im Lager König Sigmunds standen. König Sigmund und Herzog Albrecht von Österreich unternahmen mehrere Vermittlungsversuche. Im Jahr 1427 ernannte Albrecht dann Rosenberg zum Hauptmann von Budweis. Leopold von Krayg wurde Hauptmann von Drosendorf und führte mit dem erst 21-jährigen Reinprecht IV. von Walsee gegen die Hussiten die verlustreiche Schlacht bei Zwettl im nördlichen Niederösterreich. Der Sieg bei Waidhofen an der Thaya am 14. Oktober 1431 war sein größter Erfolg.
Leopold von Krayg starb 1433. Seine niederösterreichischen Besitzungen, darunter die Herrschaft Schauenstein bei Altpölla, fielen an seine Brüder Konrad und Jan (Johann).